# MINECRAFT〜世界の果てへの旅〜
『MINECRAFT～世界の果てへの旅～』（マインクラフト〜せかいのはてへのたび〜）は、瀬戸カズヨシが原作・作画を務める日本の漫画シリーズである。2020年4月より小学館の『コロコロコミック』誌で連載が開始された。本作は、2011年に発売されたサンドボックスゲーム『Minecraft』を原作としている。

## あらすじ
このシリーズは偉大な冒険者の息子であるニコ・ホワイトが、「世界の果て」を目指して旅に出る姿を描く物語である。

## 登場人物
ニコ・ホワイト
本作の主人公である。活発で好奇心旺盛な性格で、冒険者だった父の跡を継いで旅に出る。手には「MODパワー」と呼ばれる特殊な紋章を持ち、十分な素材さえあれば作業台なしであらゆるものをクラフトできる能力を持つ。
グレイ
呪いによってゾンビの姿となった男である。自身の呪いを解く方法を探して世界を旅している。通常のゾンビとは異なり、日光を浴びても燃えることはない。
ヤマブキ
隠密の才能がないという理由で村を追い出された忍者である。しかし戦闘技術には長けており、ニコの父が作った黒曜石の双剣を使って戦う。

## 出版情報
本作は瀬戸カズヨシによって執筆および作画されており、Mojang Studiosが開発した同名のゲームを原作としている。小学館の児童向け漫画雑誌『コロコロコミック』で、2020年4月15日より連載が開始された。
第1巻の単行本は2020年9月28日に発売された。2025年3月時点で、単行本は全11巻が刊行されている。第8巻の発売に際し、累計販売部数50万部突破を記念して、初版にはゲーム内で利用可能な「スニッファーのスリッパ」のダウンロードコードが付属された。
2024年6月、Viz MediaはMinecraftの15周年を記念して本作の英語版出版権を取得したと発表した。英語版第1巻は2025年3月11日に刊行された。

### 巻数
| #  | 発売日         | ISBN                   |
| -- | -------------- | ---------------------- |
| 1  | 2020年9月28日  | ISBN 978-4-09-143235-3 |
| 2  | 2021年3月26日  | ISBN 978-4-09-143283-4 |
| 3  | 2021年8月27日  | ISBN 978-4-09-143324-4 |
| 4  | 2022年1月27日  | ISBN 978-4-09-143373-2 |
| 5  | 2022年6月28日  | ISBN 978-4-09-143521-7 |
| 6  | 2022年12月27日 | ISBN 978-4-09-143568-2 |
| 7  | 2023年4月28日  | ISBN 978-4-09-143596-5 |
| 8  | 2023年10月27日 | ISBN 978-4-09-143651-1 |
| 9  | 2024年5月28日  | ISBN 978-4-09-143720-4 |
| 10 | 2024年10月28日 | ISBN 978-4-09-149795-6 |
| 11 | 2025年3月28日  | ISBN 978-4-09-154013-3 |

## 評価
2023年10月時点で、本作は累計50万部を突破していた。
『Otaku USA』のカラ・デニソンは、第1巻のレビューにおいて、本作は子供向けに制作されたものであるが、全年齢層に楽しんでもらえる作品であると評した。芸術性の高さを評価するわけではないとしつつも、作画スタイルを称賛し、主人公ニコは「楽しいキャラクター」だとも述べた。また、ジェニー・ラダは本作について「典型的な少年漫画のようで、子供向けに作られている」と述べ、作者の瀬戸によるキャラクターデザインにも言及している。